# Danilo Gomes
Danilo Gomes (n. 15 de octubre de 1981) es un exfutbolista brasileño que se desempeñaba como mediocampista.
Jugó para clubes como el Vitória, Portuguesa, Bahia, Internacional, FC Tokyo, Atlas, Cruz Azul, León y Bragantino.

## Trayectoria

### Clubes
| Club                | País   | Año         |
| ------------------- | ------ | ----------- |
| Vitória             | Brasil | 2000        |
| Portuguesa          | Brasil | 2001        |
| Bahia               | Brasil | 2002 - 2004 |
| Internacional       | Brasil | 2004        |
| FC Tokyo            | Japón  | 2005        |
| Atlas               | México | 2005 - 2006 |
| Cruz Azul           | México | 2006        |
| Bahia               | Brasil | 2007        |
| Atlas               | México | 2007 - 2008 |
| León                | México | 2008 - 2009 |
| Bragantino          | Brasil | 2010        |
| Fluminense de Feira | Brasil | 2011        |
| São José            | Brasil | 2011        |
| Treze               | Brasil | 2011        |
| Paulista            | Brasil | 2012        |
| Red Bull Brasil     | Brasil | 2012        |
| Guaratinguetá       | Brasil | 2012        |
| Mirassol            | Brasil | 2013        |
| Salgueiro           | Brasil | 2013        |
| Galícia             | Brasil | 2014        |